# Relaciones Argentina-Paraguay
Las relaciones Argentina–Paraguay son las relaciones exteriores entre la República Argentina y la República del Paraguay. Ambos países fueron parte del Imperio español, y comparten una frontera internacional.

## Historia

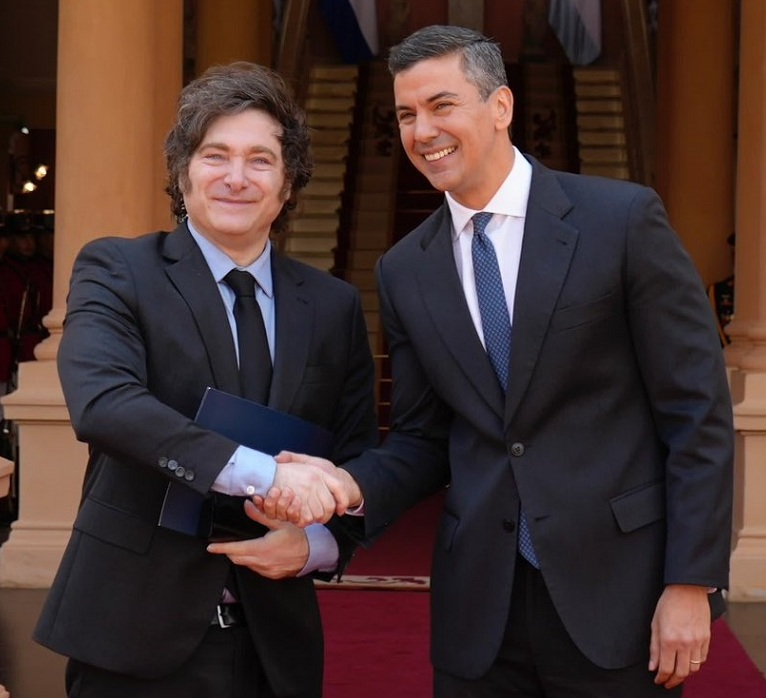
Los presidentes Javier Milei (Argentina) y Santiago Peña (Paraguay) en el Palacio de López en mayo de 2023.

Las relaciones diplomáticas entre estos dos vecinos se establecieron en 1811, con la firma de un acuerdo sobre Amistad, Asistencia y Comercio. Ambos países estuvieron en guerra durante la Guerra de la Triple Alianza entre 1864 y 1870 (con el Paraguay solo contra la Argentina, Brasil, y Uruguay), y no volvieron a beligerar entre sí desde entonces.
Ambos países son miembros de pleno derecho del Mercosur, la Unión de Naciones Suramericanas, la Organización de Estados Americanos, la Organización de Estados Iberoamericanos, el Grupo de Río, Grupo de los 77, Sistema Económico Latinoamericano y Asociación Latinoamericana de Integración. Ambos son copropietarios de la Represa Hidroeléctrica de Yacyretá.
En las ciudades fronterizas, como Posadas-Encarnación, Clorinda-Nanawa/Asunción, Formosa-Alberdi, Ciudad del Este-Puerto Iguazú, entre otras ciudades; existe un gran intercambio comercial entre éstas ciudades, además de otro tipos de intercambios a nivel sociocultural. En Argentina residen alrededor de medio millón de ciudadanos paraguayos, siendo ésta la comunidad extranjera más numerosa de la Argentina. Por otra parte, en Paraguay viven cerca de cien mil ciudadanos argentinos.
En 1953 fue fundada la Paraguaya, creada en octubre de 1953, espacio vinculado con el Partido Colorado. Dicha entidad sirvió en los 60 y 70 como centro de espionaje contra la comunidad de exiliados de la dictadura de Stroessner que habitaba en Argentina. Durante los últimos años la entidad es manejada por Méndez Chávez puntero del macrismo en la villa 31 e investigado por la relación que mantenían relación con la embajada en la época de Stroessner. También lo vinculan con el senador paraguayo Orlando Fiorotto Sánchez, denunciado como colaboracionista de Stroessner. 
Durante la larga dictadura del Partido Colorado Argentina recibió más de 40.000 refugiados políticos desde el Paraguay.La dictadura paraguaya fue una dictadura de partido único, de tipo caudillista y patrimonialista, que se mantuvo 35 años en el poder. En la región, fue la primera en comenzar, la que más tiempo perduró. En los 60 se instalaron en el país redes de pyragües, el ejército irregular de informantes de Stroessner. En 1961 con adquiecencia del gobierno argentino de Frondizi Edgar L. Insfran, el ministro del Interior y Ramón Duarte Vera, jefe de la Policía paraguaya, crearon un ejército privado de informadores sobre las actividades de los dirigentes opositores en Argentina, que luego se extendería a Brasil y Uruguay. En 1960 el presidente Frondizi autorizó en Argentina las actividades secretas de la policía política de Stroessner.
Las relaciones exteriores han sido cordiales durante décadas.
En 2004 tras la tragedia del supermercado Ycua Bolaños 
Argentina por iniciativa del presidente Dr. Néstor Kirchner ordenó el envío de un avión Hércules con insumos, suministros, y personal médico pocas horas después del desastre, de la misma manera que puso a disposición de Paraguay 50 camas UTI y 200 camas de internación clínica, junto a material médico para abastecer la demanda causada por el incendio. Un día después el presidente argentino suspendió sus actividades y viajó 2000 km hasta la frontera en señal de apoyo al pueblo paraguayo.
En 2007, cuando Cristina Fernández era primera dama, elogió en un discurso público al presidente paraguayo Francisco Solano López (1826-1870), calificando a la Triple Alianza como una triple traición a los intereses de Latinoamérica frente a los imperialismos, señalando la actitud del dictador Bartolomé Mitre de invadir un país vecino en apoyo a los intereses británicos.
El 14 de septiembre de 2007 Argentina homenajeó a Paraguay con la imposición del nombre «Mariscal Francisco Solano López» al Grupo de Artillería Blindado 2, una unidad militar del Ejército Argentino.
Para el año 2024 el expresidente Nicanor Duarte opinó que la relación con Argentina - Paraguay se encontraba en un impasse diplomático con el nuevo gobierno argentino de Javier Milei.

## Misiones diplomáticas
- Argentina tiene una embajada y consulado-general en Asunción y consulados-generales en Ciudad del Este y en Encarnación.[6]
- Paraguay tiene una embajada y consulado-general en Buenos Aires y consulados en Clorinda, Formosa, La Plata, Posadas, Puerto Iguazú, Resistencia, Rosario, San Justo, y en Salta.[7]

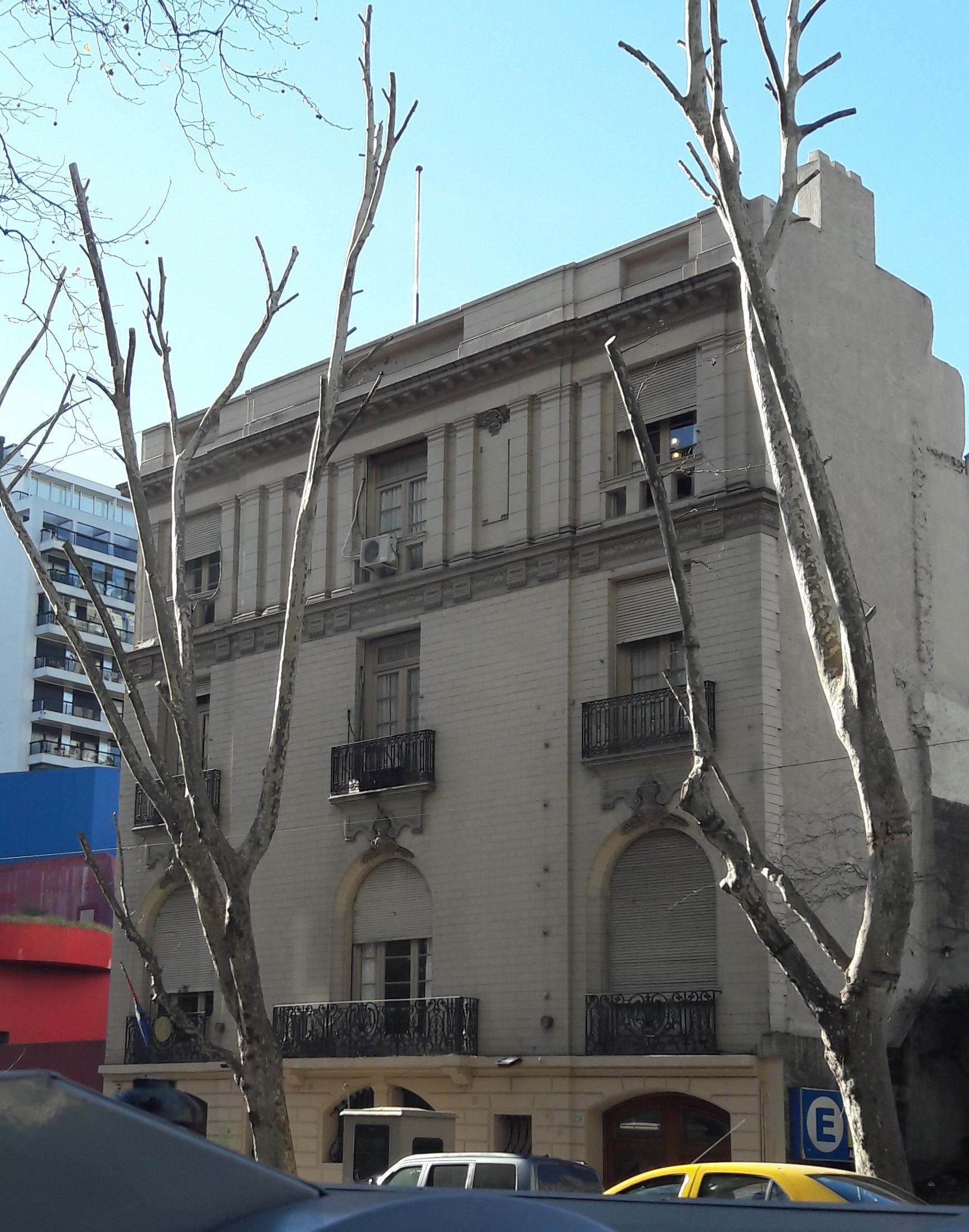
Embajada del Paraguay en Buenos Aires
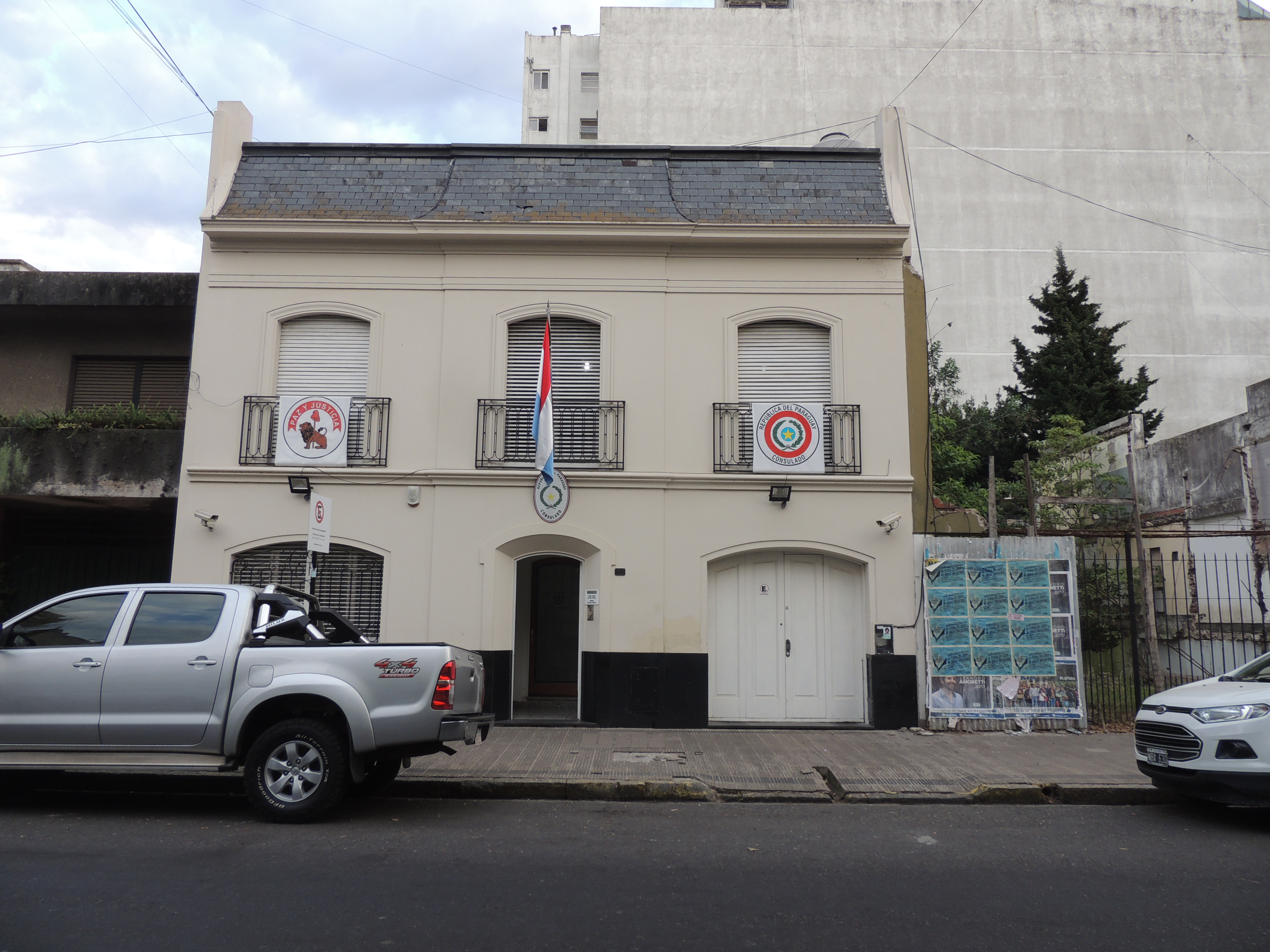
Consulado del Paraguay en La Plata
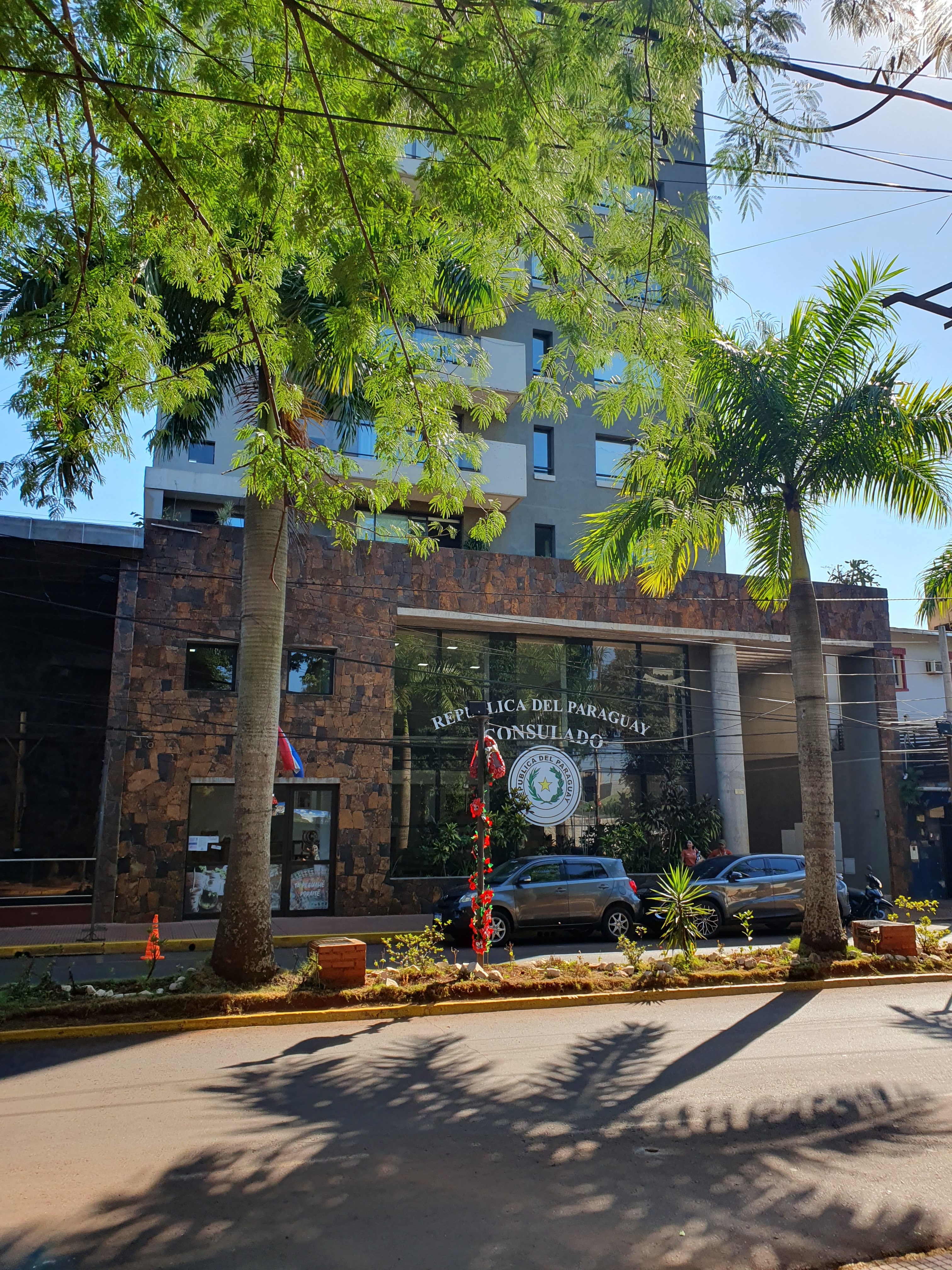
Consulado del Paraguay en Puerto Iguazú